# Agrotis buchholzi
Agrotis buchholzi là một loài bướm đêm trong họ Noctuidae.